# Henri Caesar
Henri Caesar, también conocido como Black Caesar, ( fl. 1791–1830) fue un legendario pirata y revolucionario de origen haitiano del siglo XIX. Los esfuerzos para encontrar evidencia histórica de su existencia no han tenido éxito. Según las obras de ficción, participó en la revolución haitiana bajo el mando del sacerdote vudú Dutty Boukman y el militar Toussaint Louverture, además de participar activamente en la piratería durante un período de casi 30 años a principios del siglo XIX.

## Biografía
Por lo que se sabe, Henri Caesar nació en una familia de esclavos mantenida por un propietario francés de una plantación conocido como Arnaut. Trabajó como criado en la finca de este a la vez que trabajó en el aserradero. Fue maltratado por su supervisor y por ello mató al hombre durante la revolución haitiana, torturándolo con una sierra. Luego se unió a las fuerzas rebeldes dirigidas por Dutty Boukman y Toussaint Louverture, permaneció con ellas combatiendo por la revolución hasta su independencia de Francia en 1804, cuando partió para probar suerte en el mar. Con una base pirata en Port-de-Paix, capturó un barco español en 1805 y pronto comenzó a atacar pequeños pueblos y embarcaciones solitarias cerca de Cuba y las Bahamas desde su base en el sur de la Florida española. Adoptando el nombre de Black Caesar, tuvo mucho éxito durante su carrera de pirata antes de su misteriosa desaparición en 1830.
Su destino es incierto. Es posible que haya huido de la zona después de que el presidente Andrew Jackson ordenara una expedición contra los piratas activos en la costa de Florida tras su compra por parte de Estados Unidos en 1821. Una versión de la historia dice que fue capturado, llevado a Cayo Hueso y quemado vivo mientras estaba atado a un árbol. A la viuda de un predicador cuyos ojos habían sido quemados bajo la tortura de Black Caesar se le permitió encender el fuego.
Se supone que Caesar enterró entre $ 2 y $ 6 millones en uno o más lugares en el suroeste de la Florida, incluidos Pine Island, White Horse Key, Marco Island, Elliot Key y Sanibel Island, aunque nunca se ha recuperado ninguno. A veces se le asocia con José Gaspar, otro pirata mítico que supuestamente operaba en la misma zona aproximadamente al mismo tiempo.

## En la cultura popular
- El libro de 1980 Black Caesar, Pirate de Cliff Gardner, es una obra de ficción, pero parece haber sido confundido con la realidad.
- El juego móvil Words with Friends lo usó en un Solo Challenge on Pirates.

## Otras lecturas
- Gardner, Cliff. César Negro, Pirata . Atlanta: Peachtree Publishers, 1980.
- Ferlinghetti, Lawrence. Antología de las luces de la ciudad . San Francisco: Libros de luces de la ciudad, 1974.